# Te Manga
Te Manga je hora na ostrově Rarotonga v souostroví Cookovy ostrovy v jižním Pacifiku. Nachází se v pohoří Pouraa v centrální části ostrova, asi 3 km jižně od Avaruy, hlavního města souostroví. Dosahuje výšky 653 m n. m., což z ní činí nejvyšší bod ostrova i celého státu Cookovy ostrovy.

## Podnebí
Průměrná teplota je 20 °C, nejtepleji zde bývá v lednu, 23 °C, a nejchladněji v polovině srpna, 16 °C. Průměrné srážky jsou 1 488 milimetrů ročně, přičemž nejdeštivější je leden s 201 milimetry srážek a nejsušší září s 52 milimetry. Podrobněji viz tabulka níže.
| Te Manga – podnebí                                               | Te Manga – podnebí | Te Manga – podnebí | Te Manga – podnebí | Te Manga – podnebí | Te Manga – podnebí | Te Manga – podnebí | Te Manga – podnebí | Te Manga – podnebí | Te Manga – podnebí | Te Manga – podnebí | Te Manga – podnebí | Te Manga – podnebí | Te Manga – podnebí |
| Období                                                           | leden              | únor               | březen             | duben              | květen             | červen             | červenec           | srpen              | září               | říjen              | listopad           | prosinec           | rok                |
| ---------------------------------------------------------------- | ------------------ | ------------------ | ------------------ | ------------------ | ------------------ | ------------------ | ------------------ | ------------------ | ------------------ | ------------------ | ------------------ | ------------------ | ------------------ |
| Průměrné denní maximum [°C]                                      | 24                 | 23                 | 22                 | 22                 | 20                 | 18                 | 19                 | 18                 | 20                 | 22                 | 22                 | 22                 | 21                 |
| Průměrné denní minimum [°C]                                      | 22                 | 22                 | 20                 | 19                 | 19                 | 18                 | 16                 | 14                 | 16                 | 17                 | 18                 | 17                 | 18                 |
| Průměrné srážky [mm]                                             | 201                | 116                | 184                | 118                | 108                | 96                 | 193                | 89                 | 52                 | 60                 | 101                | 169                | 1 487              |
| Zdroj: http://neo.sci.gsfc.nasa.gov/dataset_index.php 2016-01-30 |                    |                    |                    |                    |                    |                    |                    |                    |                    |                    |                    |                    |                    |